# Sergio Rochet
Sergio Ramón Rochet Álvarez (Nueva Palmira, 23 de marzo de 1993), más conocido como Sergio Rochet, es un futbolista uruguayo que juega en la posición de arquero y su equipo es el Sport Club Internacional.

## Trayectoria

### Danubio
Estuvo en la plantilla de Danubio, de la Primera División de Uruguay, en las temporadas 2012-13 y 2013-14; sin embargo no fue utilizado por lo que dejó a los montevideanos después de ganar el campeonato en la temporada 2013-14 y se mudó al AZ Alkmaar, de los Países Bajos, en julio de 2014.

### AZ Alkmaar
En la temporada 2014-15 participó ocho veces en la Eredivisie y una vez en la Copa de los Países Bajos. Su club terminó tercero en la Eredivisie al final de la temporada y se clasificó para la Europa League. Durante la siguiente temporada 2015-16 disputó 23 partidos de Liga, dos de Copa y cinco de Europa League. En la temporada 2016-17 disputó 20 partidos de primera división, diez partidos de Europa League y dos encuentros de copa.

### Nacional
Luego llegó a Nacional de Uruguay. En su última temporada, comenzó a ganar repercusión internacional por acumular mil minutos sin recibir un gol. Mantuvo esta racha durante 1064 minutos, sumando los partidos disputados por el Campeonato Uruguayo, Copa Libertadores, Copa Sudamericana y los amistosos ante México y Panamá disputados con la selección uruguaya de fútbol.
El arquero hizo una gran temporada en 2022 en Nacional. En total, se jugaron 44 partidos en el año en los que estuvo 24, más de la mitad, sin encajar goles.

### Internacional
El 13 de julio de 2023, el Internacional anunció oficialmente el fichaje de Rochet hasta diciembre de 2026. El club brasileño acordó pagar una tarifa de transferencia de US$ 1,6 millones al Nacional. El 8 de agosto de 2023, anotó el penalti decisivo en la tanda de penales contra River Plate en los octavos de final de la Copa Libertadores 2023.
Rochet comenzó el año siguiente con una lesión en el torso, lo que significó que recién haría su debut en la temporada el 25 de marzo, en la eliminación del Internacional a manos de la Juventude en las semifinales del Campeonato Gaúcho. Se mantuvo como el arquero titular del equipo, incluso cuando el club sufrió los efectos de las graves inundaciones en Rio Grande do Sul en mayo. Durante ese período, Rochet, junto con otros jugadores, participó en las labores de ayuda a los afectados, mientras el fútbol estuvo suspendido.
El Chino se perdió 12 partidos con Internacional entre junio y julio mientras representaba a Uruguay en la Copa América 2024 en Estados Unidos. Regresó al equipo el 16 de julio, en una derrota ante Rosario Central en los play-offs de la Copa Sudamericana. Posteriormente, Rochet jugó 14 partidos en la memorable racha de 16 encuentros invictos bajo la dirección técnica de Roger Machado, lo que permitió al Colorado escalar en la tabla del Brasileirão hasta finalizar en la 5.ª posición. Alcanzó su partido número 50 con el club el 5 de octubre de 2024, en un empate 2-2 como visitante contra Corinthians.

## Selección nacional
Fue integrante de la selección uruguaya sub-20. A principios de julio de 2012 fue convocado a un curso de formación para la sub-20 por el entonces técnico Juan Verzeri.  
Fue convocado por primera vez a la selección absoluta por Óscar Washington Tabárez para disputar la Copa América 2021 aunque no pudo jugar ningún partido.  Para debutar tuvo que esperar al 27 de enero del año siguiente, día en el que fue titular en el triunfo por cero a uno ante Paraguay de la clasificación para el Mundial 2022.

### Participaciones en Copa América
| Torneo            | Sede           | Resultado        | Partidos | Goles |
| ----------------- | -------------- | ---------------- | -------- | ----- |
| Copa América 2021 | Brasil         | Cuartos de final | 0        | 0     |
| Copa América 2024 | Estados Unidos | Tercer lugar     | 6        | 0     |

## Estadísticas

### Clubes
Actualizado al último partido el 30 de marzo de 2025.
| Club                      | Div.          | Temporada     | Liga | Liga | Liga | Copa | Copa | Copa | Internacional | Internacional | Internacional | Total | Total | Total |
| Club                      | Div.          | Temporada     | PJ   | GC   | VI   | PJ   | GC   | VI   | PJ            | GC            | VI            | PJ    | GC    | VI    |
| ------------------------- | ------------- | ------------- | ---- | ---- | ---- | ---- | ---- | ---- | ------------- | ------------- | ------------- | ----- | ----- | ----- |
| Danubio · Uruguay         | 1ª            | 2012-13       | 0    | 0    | 0    | 0    | 0    | 0    | 0             | 0             | 0             | 0     | 0     | 0     |
| Danubio · Uruguay         | 1ª            | 2013-14       | 0    | 0    | 0    | 0    | 0    | 0    | 0             | 0             | 0             | 0     | 0     | 0     |
| Danubio · Uruguay         | Total club    | Total club    | 0    | 0    | 0    | 0    | 0    | 0    | 0             | 0             | 0             | 0     | 0     | 0     |
| AZ Alkmaar · Países Bajos | 1ª            | 2014-15       | 8    | 11   | 2    | 1    | 0    | 1    | 0             | 0             | 0             | 9     | 11    | 3     |
| AZ Alkmaar · Países Bajos | 1ª            | 2015-16       | 23   | 34   | 6    | 2    | 3    | 1    | 5             | 7             | 2             | 30    | 44    | 9     |
| AZ Alkmaar · Países Bajos | 1ª            | 2016-17       | 20   | 27   | 4    | 2    | 0    | 2    | 10            | 11            | 5             | 32    | 38    | 11    |
| AZ Alkmaar · Países Bajos | Total club    | Total club    | 51   | 72   | 12   | 5    | 3    | 4    | 15            | 18            | 7             | 71    | 93    | 23    |
| Sivasspor Turquía         | 1ª            | 2017-18       | 15   | 28   | 3    | 0    | 0    | 0    | 0             | 0             | 0             | 15    | 28    | 3     |
| Sivasspor Turquía         | 1ª            | 2018-19       | 0    | 0    | 0    | 0    | 0    | 0    | 0             | 0             | 0             | 0     | 0     | 0     |
| Sivasspor Turquía         | Total club    | Total club    | 15   | 28   | 3    | 0    | 0    | 0    | 0             | 0             | 0             | 15    | 28    | 3     |
| Nacional · Uruguay        | 1ª            | 2019          | 6    | 3    | 4    | 0    | 0    | 0    | 1             | 1             | 0             | 7     | 4     | 4     |
| Nacional · Uruguay        | 1ª            | 2020          | 32   | 29   | 12   | 0    | 0    | 0    | 7             | 4             | 5             | 39    | 33    | 17    |
| Nacional · Uruguay        | 1ª            | 2021          | 15   | 13   | 7    | 1    | 0    | 1    | 6             | 5             | 4             | 22    | 18    | 12    |
| Nacional · Uruguay        | 1ª            | 2022          | 35   | 18   | 21   | 0    | 0    | 0    | 9             | 8             | 3             | 44    | 26    | 24    |
| Nacional · Uruguay        | 1ª            | 2023          | 17   | 16   | 7    | 1    | 1    | 0    | 6             | 7             | 1             | 24    | 24    | 8     |
| Nacional · Uruguay        | Total club    | Total club    | 105  | 80   | 51   | 2    | 1    | 1    | 29            | 25            | 13            | 136   | 106   | 65    |
| Internacional · Brasil    | 1ª            | 2023          | 19   | 25   | 5    | 0    | 0    | 0    | 6             | 6             | 2             | 25    | 31    | 7     |
| Internacional · Brasil    | 1ª            | 2024          | 28   | 27   | 8    | 1    | 1    | 0    | 6             | 5             | 2             | 35    | 33    | 10    |
| Internacional · Brasil    | 1ª            | 2025          | 1    | 0    | 1    | 0    | 0    | 0    | 0             | 0             | 0             | 1     | 0     | 1     |
| Internacional · Brasil    | Total club    | Total club    | 48   | 52   | 14   | 1    | 1    | 0    | 12            | 11            | 4             | 61    | 64    | 18    |
| Total carrera             | Total carrera | Total carrera | 219  | 232  | 80   | 8    | 5    | 5    | 50            | 49            | 24            | 277   | 286   | 109   |

### Selección
Actualizado al último partido disputado el 25 de marzo de 2025.
| Selección          | Año             | Continental | Continental | Continental | Mundial | Mundial | Mundial | Amistosos | Amistosos | Amistosos | Total | Total | Total |
| Selección          | Año             | PJ          | GC          | VI          | PJ      | GC      | VI      | PJ        | GC        | VI        | PJ    | GC    | VI    |
| ------------------ | --------------- | ----------- | ----------- | ----------- | ------- | ------- | ------- | --------- | --------- | --------- | ----- | ----- | ----- |
| Absoluta · Uruguay |                 |             |             |             |         |         |         |           |           |           |       |       |       |
| 2021               | 0               | 0           | 0           | -           | -       | -       | 0       | 0         | 0         | 0         | 0     | 0     |       |
| 2022               | 4               | 1           | 3           | 3           | 2       | 2       | 4       | 1         | 3         | 11        | 4     | 8     |       |
| 2023               | 5               | 3           | 3           | -           | -       | -       | 2       | 1         | 1         | 7         | 4     | 4     |       |
| 2024               | 12              | 8           | 6           | -           | -       | -       | 1       | 0         | 1         | 13        | 8     | 7     |       |
| 2025               | 2               | 1           | 1           | -           | -       | -       | -       | -         | -         | 2         | 1     | 1     |       |
| Total selección    | Total selección | 23          | 13          | 13          | 3       | 2       | 2       | 7         | 2         | 5         | 33    | 17    | 20    |

## Palmarés

### Títulos regionales
| Título            | Club                | Estado             | Año  |
| ----------------- | ------------------- | ------------------ | ---- |
| Campeonato Gaúcho | S. C. Internacional | Río Grande del Sur | 2025 |

### Títulos nacionales
| Título              | Club     | País    | Año     |
| ------------------- | -------- | ------- | ------- |
| Torneo Apertura     | Danubio  | Uruguay | 2013-14 |
| Campeonato Uruguayo | Danubio  | Uruguay | 2013-14 |
| Torneo Clausura     | Nacional | Uruguay | 2019    |
| Campeonato Uruguayo | Nacional | Uruguay | 2019    |
| Torneo Intermedio   | Nacional | Uruguay | 2020    |
| Campeonato Uruguayo | Nacional | Uruguay | 2020    |
| Supercopa Uruguaya  | Nacional | Uruguay | 2021    |
| Torneo Intermedio   | Nacional | Uruguay | 2022    |
| Torneo Clausura     | Nacional | Uruguay | 2022    |
| Campeonato Uruguayo | Nacional | Uruguay | 2022    |

## Récords y distinciones
Arquero con más minutos sin recibir goles en la historia de la AUF, con 994 minutos, (11 partidos) en 2022.
| Distinción                                                | Año  |
| --------------------------------------------------------- | ---- |
| Jugador del partido contra Brasil en la Copa América 2024 | 2024 |